# Médaille du Mérite militaire (Vietnam)
La Médaille du Mérite militaire (en vietnamien : Quân-Công Bội-Tinh) était la plus haute décoration militaire qui pouvait être décernée aux militaires du rang et sous-officiers de l'Armée de la république du Viêt Nam pendant la guerre du Viêt Nam. Cette médaille a été créée le 15 août 1950, en même temps que l'Ordre national du Vietnam. La Médaille du Mérite militaire avait pour modèle la médaille militaire française. La plupart du temps, elle a été décernée à des soldats et sous-officiers pour bravoure au combat. La médaille a connu trois versions successives, coïncidant avec les changements politiques survenus au Sud-Vietnam : d'abord l'État du Viêt Nam, puis la Première et la Deuxième République du Viêt Nam. La décoration équivalente, pour les officiers, était l'Ordre national du Vietnam.